# Александру Суцу
Александру Суцу (грец. Αλέξανδρος Σούτσος, рум. Alexandru Suţu, *1758 — †1821) — господар Молдовського князівства 1801-1802 і Волощини 1802-1821.

## Життєпис
Александру Суцу народився у 1758 році в Константинополі у грецькій (фанаріотській) сім'ї. Онук господаря Молдови Міхая Суцу.
У 1795 році одружився з Єфросинією Каллімакі (1776-1835).
Обіймав посаду драгомана Порти в 1799-1801 роках. В період його правління Молдовським князівством тривали російсько-турецькі протиріччя і він, як молдовський господар, не міг залишитися осторонь.
У серпні 1801 року російський консул в Молдові Малиновський звернувся до господаря Суцу з нотою, в якій говорилося про намір Росії надати дунайським князівствам заступництво і недопущення податків, які суперечать російсько-турецьким мирним договорам. Згідно повідомлень Малиновського, молдовські бояри хотіли змістити господаря і консул їх підтримував. Порта також підтримала Росію і Суцу був позбавлений престолу. 
У серпні 1806 султан змістив Іпсіланті та знову призначив Александру Суцу. Це послужило приводом до нової російсько-турецькій війні. На престолі Волощини був знов повернутий Костянтин Іпсіланті, але це не запобігло початку війни.
У листопаді 1818 року Олександр Суцу втретє був призначений господарем Волощини. Одночасно Порта видала указ, що закріплював титули господарів Дунайських князівств за нащадками Александру Суцу. Цим же сім'ям указ надавав виняткові права на посаду великого драгомана Османського флоту і Порти.
Александру Суцу помер у 1821 році. За однією з версій він нібито був отруєний, за іншою — помер через погано вилікувану хворобу.